# Милош Богдановић
Милош Богдановић (Баја, 4. септембар 1877 — Београд, 17. децембар 1937) био је српски лекар.
Медицински факултет је завршио у Будимпешти. Од 1903. посветио се гинекологији и акушерству. Био је доцент на Универзитету у Будимпешти, од 1921. године ванредни, а од 1933. године редовни професор Медицинског факултета у Београду.
Указом Њ.В. Краља од 1. децембра 1924. године одликован је орденом Светог Саве III степена.
У мађарским и немачким часописима је објавио око 50 научних радова из гинекологије и акушерства.
Богдановић је један од оснивача Југословенског хируршког друштва, Друштва за изучавање и сузбијање рака и Друштва свесловенских гинеколошких клиничара.